# Rush (Aly & AJ)
Rush è il primo singolo di Aly & AJ pubblicato nel 2005 da Hollywood Records, estratto dal loro primo album Into the Rush.

## Il disco
Il singolo è stato pubblicato nel febbraio del 2006 per promuovere il film Disney Twitches su Radio Disney nell'Ottobre 2005 e successivamente.
Rush è una canzone pop suonata in chiave D minore. La canzone è presente nella colonna sonora del gioco Bratz Rock Angelz.

## Video Musicale
Ci sono due versioni differenti del video. La prima versione, pubblicata solamente dalla Disney, include scene del primo concerto di Aly & AJ e scene dal film Twitches. Il video è stato diretto dal regista vincitore di premi award Marc Webb .
La seconda versione è stata mandata in onda per la prima volta il 15 febbraio 2006. Rappresenta i viaggi delle sorelle americane. Loro vanno anche in spiaggia, in un campo estivo e da un bazar. Partono suonando le loro chitarre e guadagnano dei soldi e successivamente li usano per comprare un registratore e dei microfoni. Il video si conclude con la scena in cui le sorelle vanno via dalla spiaggia.

## Accoglienza
"Rush" è il primo singolo di Aly & AJ ed ebbe un successo commerciale negli States. Inizialmente quando fu pubblicato, entrò subito nella Billboard's Pop 100 e nella Hot Digital Songs. Il febbraio successivo, quando fu pubblicato, entrò nella Billboard Hot 100, posizionandosi alla numero 59 e stando in chart per un totale di 11 settimane. Il video musicale si posizionò alla numero 6 a TRL America.

## Classifiche
| Chart                  | Massima posizione |
| ---------------------- | ----------------- |
| USA Billboard Hot 100  | 59                |
| USA Pop 100            | 44                |
| USA Hot Digital Songs  | 24                |
| USA Hot Digital Tracks | 22                |
| ARC Weekly Top 40      | 34                |

## Pubblicazione
| Data             | Paese     | Formato                         | Etichetta         |
| ---------------- | --------- | ------------------------------- | ----------------- |
| 14 ottobre, 2005 | States    | Digital Download + Radio Disney | Hollywood Records |
| 28 febbraio 2006 | States    | Pubblicazione in Radio          | Hollywood Records |
| 11 luglio 2006   | States    | Digital Download1               | Hollywood Records |
| 25 novembre 2006 | Australia | Singolo Digitale + EP           | Hollywood Records |

- 1: Pubblicazione Digitale con "Interviste esclusive per Radio Disney" come seconda traccia.